# Corinne Royer
Pour les articles homonymes, voir Royer.
Ne pas confondre avec l’écrivaine Corinne Lesimple-Royer, dite Calouan
Corinne Royer, née le 11 octobre 1967 à Saint-Étienne, est une autrice française. Elle a notamment remporté le Prix du livre engagé pour la planète Mouans-Sartoux 2021 pour son roman Pleine terre ainsi que le Prix du roman d’écologie 2025 avec Ceux du lac.

## Biographie

### Enfance et formation
Elle naît le 11 octobre 1967 à Saint-Etienne,. Elle fréquente l'établissement scolaire La Salle Saint-Louis.
Elle quitte Saint-Etienne à 16 ans pour devenir jockey.
Elle passe le bac en candidate libre, qu'elle obtient avec mention, puis réalise un BTS publicité et communication.

### Carrière
Au milieu des années 1980, à seulement 18 ans, elle crée l'agence de communication TV and Co, à Saint-Genest-Malifaux dans la Loire, dont elle sera la co-directrice pendant une trentaine d'année,.
En 2009 parait son premier roman, M comme Mohican, publié par Héloïse d'Ormesson.
La vie contrariée de Louise est publié en 2012. Il remporte le prix Terre de France - La Montagne 2012 qui récompense les livres mettant en avant un terroir français et ses habitants. Il est traduit en espagnol.
En 2016, elle publie Et leurs baisers au loin les suivent chez Actes Sud. Le roman évoque la quête identitaire, l’amour, la vieillesse, la transmission et le mensonge. Elle vend également son agence de communication pour se consacrer pleinement à l’écriture.
En 2019, en publiant Ce qui nous revient, elle s’intéresse au destin de la femme médecin et chercheuse Marthe Gautier et s'interroge sur la dépossession de sa découverte du chromosome surnuméraire de la trisomie 21 par Jérôme Lejeune. Le roman raconte l'histoire d'une petite fille, Louisa, dont la mère s'est absentée pour une intervention médicale et n'est jamais revenue, et de sa rencontre, quinze ans après, avec Marthe Gautier,.
En 2021 sort Pleine terre, inspiré de l’histoire de l'agriculteur Jérôme Laronze, abattu par des policiers en 2017. Le livre raconte la cavale de Jacques Bonhomme, agriculteur de Saône-et-Loire, qui prend la fuite après de multiples contrôles de l’administration française qui l'acculent,. « A travers le destin d'un homme et de sa petite communauté, la romancière revient sur toute l'histoire, celle des politiques agricoles et des injonctions à produire toujours plus, à opter pour la monoculture, à industrialiser l'élevage des bêtes, jusqu'à trouer leurs panses pour mieux les exploiter. » écrit Laurence Houot de France Télévisions. Le roman remporte le tout premier prix du festival littéraire de la bastide à Villeneuve-sur-Lot et le prix Claude-Fauriel,. Il remporte également le Prix du livre engagé pour la planète Mouans-Sartoux 2021,. Il est enfin sélectionné pour le prix du roman d'écologie 2022, finalement attribué à Antoine Desjardins,.
En 2024, elle publie Ceux du lac qui remporte le prix du roman d’écologie 2025. Le roman raconte l'histoire d'une famille tzigane chassée par les autorités de son lieu de vie, transformé en réserve naturelle protégée. Il est basé sur une histoire vraie qui s'est déroulée dans la banlieue de Bucarest.
Parallèlement, Corinne Royer est également réalisatrice de documentaires et rédactrice indépendante pour plusieurs magazines.

### Vie privée
Elle vit dans une ancienne ferme située dans le parc naturel du Pilat, où elle écrit la nuit, entre 21 h 30 et une heure du matin. Elle séjourne également à Paris et Uzès dans le Gard.

## Ouvrages

### Roman
- M comme Mohican, Paris, Éditions Héloïse d’Ormesson, 2009, 268 p.  (ISBN 978-2-35087-120-2)
- La Vie contrariée de Louise, Paris, Éditions Héloïse d’Ormesson, 2012, 231 p.  (ISBN 978-2-35087-189-9)

- Prix Terre de France/La Montagne 2012
- Et leurs baisers au loin les suivent, Arles, France, Actes Sud, 2016, 288 p.  (ISBN 978-2-330-05784-8)
- Ce qui nous revient, Arles, France, Actes Sud, 2019, 272 p.  (ISBN 978-2-330-11778-8)
- Pleine terre, Arles, France, Actes Sud, 2021, 336 p.  (ISBN 978-2-330-15390-8)
- Ceux du lac, Paris, France, Seuil, coll. "Cadre rouge", 2024, 280 p. (ISBN 978-2-02-156008-4)

### Non fiction
- Résidence en résonance. Un artiste, une entreprise : Fred Kleinberg, Saint-Étienne, France, Altavia, 2014, 128 p.  (ISBN 978-2-7466-7399-1)